# Vittorio Chenal
Vittorio Chenal (Murisengo, 13 marzo 1863 – Torino, 3 febbraio 1933) è stato un sindacalista italiano, attivo nel movimento operaio negli ultimi anni dell'Ottocento.

## Biografia
Si trasferì in giovane età a Torino, dove era responsabile di una piccola tipografia. Da posizioni liberali, che esprimeva anche sulla Gazzetta piemontese diretta da Luigi Roux, si spostò in seguito su una linea operaista e democratica.
Nel 1889 diventò  segretario dell’Unione operaia indipendente.
Tra il 1889 e il 1890 collaborò a costituire una Confederazione delle società operaie di Torino con lo scopo di realizzare una Camera del Lavoro locale che coordinasse i rapporti tra le imprese e gli operai sul modello di simili iniziative francesi. La Confederazione venne ufficialmente costituita a gennaio 1890 ed elesse come primo segretario il disegnatore meccanico Dante Racca, mentre la Camera del Lavoro di Torino fu costituita l'anno seguente.
Passato al socialismo, nel 1892 Chenal entrò nel direttivo locale del neonato Partito Socialista Italiano e contribuì a fondare il settimanale Il Grido del Popolo, di cui divenne anche direttore.
Nel 1893 fu condannato a dieci giorni di carcere per le dimostrazioni seguite al massacro di Aigues-Mortes e nel 1894 a fu condannato a due mesi di confino a Frabosa Soprana.
Nel 1894 si candidò alle elezioni provinciali, senza risultare eletto, e nel 1895 si candidò alle elezioni politiche nel terzo collegio di Torino, ottenendo solo 445 voti.
Nel 1929 fu radiato dal casellario politico che schedava gli oppositori al regime fascista.